# 日南学園中学校・高等学校
日南学園中学校・高等学校（にちなんがくえんちゅうがっこう・こうとうがっこう）は、宮崎県日南市吾田東三丁目及び宮崎市田野町乙に所在する私立中学校・高等学校。日南看護専門学校とともに学校法人日南学園が運営する。
野球や卓球などの部活動が有名。略称は「日学（にちがく）」。
2008年度より日南学園中学校を開校、中高一貫教育を開始した。

## 目標
- 建学の精神『誠実・礼節』を教育理念とし、『豊かな人間性』を育てることを教育目標としている。

## 沿革

### 年表
- 1951年（昭和26年）6月 - 前身となる日南経済専門学院を設立。
- 1953年（昭和28年）1月 - 校名を日南経済専門学校に改称。
- 1959年（昭和34年）9月 - 校名を日南高等商業学校に改称。
- 1966年（昭和41年）3月 - 日南商業高等学校を設立。
- 1975年（昭和50年）4月 - 宮崎穎学館（田野キャンパス）を設立
- 1982年（昭和57年）4月 - 校名を日南学園高等学校に改称。
- 1984年（昭和59年）2月 - 添田記念館が宮崎穎学館（田野キャンパス）に竣工。
- 2002年（平成14年）4月 - 日南看護専門学校を設立。
- 2008年（平成20年）4月 - 日南学園中学校を日南キャンパスに設立。
- 2014年（平成26年）7月 - ポーツマスホール(音楽ホール)、新校舎が日南キャンパスに竣工。

### 過去に設置されていた学科
- 衛生看護科
- 情報ビジネス科

## 校旗・校章
- 校旗は、ペンと翼を象ったマークに高等学校の高の字を載せたものであり、背景は臙脂色である。
- 校章は、臙脂色と黒色の格子柄で作られた盾を背景に、NichinanGakuenのNの字を載せたものである。

いずれも、日南キャンパス、田野キャンパス共通。

## 設置形態・学科

### 日南キャンパス
日南キャンパス（にちなんキャンパス）は宮崎県日南市に位置し、日南学園本部、日南学園中学校、日南学園高等学校本校が置かれている。

#### 日南学園中学校・高等学校本校
中学校は2クラス制で3学年計6クラスからなる。高等学校に併設されており、部活動で活躍する人材育成や大学進学を見据えた体系的な教育を行う。
高等学校本校には国内の難関大学進学を目指す特進科、理系専門教育を行う理数科、進学就職に向けた資格取得や部活動での活躍を志す普通科、調理師資格によるプロのシェフや料理家を目指す調理科、5年一貫教育による看護師養成を行う看護科が設置されており、多岐にわたる教育を展開している。
また、日南キャンパスでは体育会系部活動に力が入れられており、各部活動は全国大会に多く出場している。
- 学科
  - 普通科
    - 総合進学クラス
    - 総合情報クラス

  - 特進科
  - 理数科
  - 調理科（調理専門コース・パティシエコース[2]）
  - 看護科・看護専攻科（看護科3年間、看護専攻科2年間の5年一貫教育）

- 施設
  - 教室：一般教室、多目的教室
  - 実習室：看護専攻科棟、看護実習室、調理実習室、情報処理室（PC室）、理科実験室、音楽室
  - 体育教場：体育館、サッカー部グラウンド、ソフトボール部グラウンド、野球部グラウンド
  - 食堂：購買部、カフェテリア（ポーツマスカフェ）
  - その他：図書室、中学校図書室、保健室、礼法室（浄心庵）、吹奏楽練習室、音楽講堂（ポーツマスホール、音響設備完備、171席）
  - 寮：男子寮（黒潮学塾）、女子寮（はまゆう寮）、野球部専用寮（望洋学塾）

- 所在地・アクセス
  - 〒887-0044　宮崎県日南市吾田東3丁目5番地1号
  - JR九州日南線日南駅より徒歩15分

### 田野キャンパス
田野キャンパスは宮崎県宮崎市に位置しており、日南学園高等学校の分校である宮崎穎学館（みやざきえいがくかん）が設置されている。看護師育成を目的とし、5年一貫教育の下、看護師国家試験合格を目指す。単に穎学館や穎学館高校と呼称される場合が多い。 

#### 日南学園高等学校宮崎穎学館
- 学科
  - 看護科・看護専攻科（看護科3年間、看護専攻科2年間の5年一貫教育）

- 施設
  - 教室：一般教室、多目的教室
  - 実習室：看護実習室、情報処理室
  - 食堂：カフェテリア（穎cafe）
  - その他：図書室、保健室、学園総合ホール（添田記念館、鉄筋コンクリート2階建、886㎡）
  - 寮：男子寮（青雲寮）、女子寮（Dormitoryえいか）

近隣に宮崎市立田野体育館、運動公園がある。
- 所在地・アクセス
  - 〒899-1702　宮崎市田野町乙10905番地
  - JR九州日豊本線田野駅より徒歩15分

## 部活動

### 中学校
運動系
- バドミントン部
- 卓球部
- テニス部
- ソフトテニス部
- 陸上部
- 女子バレーボール部　 　
  - 2022年度　JA共済杯宮崎県大会　準優勝
  - 2023年度　JA共済杯宮崎県大会　準優勝
  - 2023年度　第23回鹿児島・宮崎対県中学校バレーボール大会　優勝
  - 2024年度　JA共済杯宮崎県大会　優勝
  - 2024年度　第24回鹿児島・宮崎対県中学校バレーボール大会　優勝
  - 2025年度　第76回宮崎県中学校総合体育大会バレーボール大会　優勝

文化系
- 吹奏楽部
- 合唱部
- 応援部
- 放送部
- JRC部

### 高等学校
体育部
- 男子硬式野球部
  - 甲子園へ過去に選抜5回（1995年春〈第67回〉、1997年春〈第69回〉、1999年春〈第71回〉、2004年春〈第76回〉、2016年春〈第88回〉）、選手権9回（1995年夏〈第77回〉、1998年夏〈第80回〉、2001年夏〈第83回〉、2003年夏〈第85回〉、2007年夏〈第89回〉、2011年夏〈第93回〉、2014年夏〈第96回〉、2016年夏〈第98回〉、2018年夏〈第100回〉）、計14回出場している強豪校であり、
最高成績は選抜で2回（1995年、1999年）、選手権で1回（2001年）ベスト8に進出している。
- 女子ソフトボール部・女子硬式野球部
  - 全国高等学校総合体育大会ソフトボール競技大会に22回出場、全国高等学校ソフトボール選抜大会に14回出場している。全国高等学校女子硬式野球選手権大会は8回出場している。女子ソフトボール部は女子硬式野球部も兼ねている[4]。
- 卓球部
  - 全国高等学校選抜卓球大会や全国高等学校総合体育大会卓球競技大会等出場経験がある。
- 陸上競技部
  - 全国高等学校総合体育大会陸上競技大会28回出場（男子100m,200m,400m,5000m,5000mw,走幅跳,三段跳,棒高跳,砲丸投,ハンマー投,4×100ｍR,4×400mR,女子100m,800m,100mH,5000mw,4×100ｍR,走幅跳,走高跳,砲丸投,円盤投,やり投）、国民体育大会11回出場、第10回日本ユース大会1回出場と各種目において全国大会経験がある。また1985年全国高等学校総合体育大会陸上競技大会男子4×100ｍR3位入賞、国民体育大会においては2002年よさこい高知国体、少年女子砲丸投6位入賞、2013年スポーツ祭東京2013、少年男子走幅跳8位入賞など多種目にわたり全国大会出場を果たしている。指導者においても日本陸上競技連盟栄章（平沼亮三章・高校優秀指導者章）を1990年、2014年に受章している。
- 女子バレーボール部
  - 2024年度　第77回春の高校バレー初出場を果たす。
  - 2024年度　宮崎県高等学校1年生体育大会 第48回バレーボール競技大会　優勝
  - 2024年度　宮崎県高等学校新人総合体育大会 第56回バレーボール競技大会 　優勝
  - 2024年度　第59回鹿児島・宮崎対県高校バレーボール大会　準優勝
  - 2025年度　全九州バレーボール総合選手権大会 宮崎県大会　優勝
  - 2025年度　第52回宮崎県高等学校総合体育大会　優勝 （全国高校総体初出場）
  - 2025年度　天皇杯・皇后杯JVA全日本バレーボール選手権大会　宮崎県ラウンド　優勝
- ソフトテニス部
- バスケットボール部
- 男子サッカー部
- 女子サッカー部
- サーフィン部
- バドミントン部

文化部
- 吹奏楽部
- 弦楽部
- 合唱部
- 料理研究部
- 茶道部
- 応援部
- 放送部
- JRC（青少年赤十字）部
- 英会話部

## 姉妹校協定

### アメリカ

#### ポーツマス高校（Portsmouth High School）
アメリカ合衆国 ： ポーツマス (ニューハンプシャー州)

日南学園が本部を置く日南市はポーツマス条約を締結した外務大臣小村寿太郎の出身地であり、その由縁からポーツマス高校とは親交が深い。例年、10日間ほどの相互ホームステイ研修を行う。
ポーツマス高校との親交の証として本校の音楽ホール並びにカフェテリアはそれぞれ「ポーツマスホール(略称：Pホール)」「ポーツマスカフェ(略称：Pカフェ)」と名付けられており、生徒から親しまれている。
また、ポーツマス条約締結の時刻9月5日15時47分（日本時間）には毎年、日南市とポーツマス市の友好を祈念して「ベル・リンギング」（ハンドベルを鳴らす行事）が行われる。

### 台湾

#### 桃園市立光明国民中学
中華民国 ： 桃園市

## 出身者
- 池田弘（元プロ野球選手）
- 中嶋治彦（元プロ野球選手）
- 平下晃司（元プロ野球選手）
- 赤田将吾（元プロ野球選手）
- 寺原隼人（元プロ野球選手）
- 井手正太郎（元プロ野球選手）
- 蕭一傑（元プロ野球選手）
- 西本泰承（元プロ野球選手(独立リーグ)）
- 有馬翔（元プロ野球選手）
- 中﨑雄太（元プロ野球選手）
- 中﨑翔太（プロ野球選手）
- 信樂晃史（元プロ野球選手）
- 萩原哲（元プロ野球選手）
- 林冠臣（プロ野球選手）
- オカリナ（お笑いタレントおかずクラブ）
- 原口大輝  (静岡放送アナウンサー）